# Farrukh Hormizd
Farrukh Hormizd hoặc Farrokh Hormizd (tiếng Ba Tư: فرخهرمز), là một spahbed ở miền bắc Ba Tư, ông là một hoàng tử của Atropatene  Sau đó, ông đã gây ra sự tranh giành quyền lực với các quý tộc Sassanid, "làm suy yếu các nguồn lực của đất nước" . Sau này, ông đã bị Siyavakhsh sát hại trong một âm mưu hoàng cung theo lệnh của Azarmidokht sau khi ông cầu hôn bà trong một nỗ lực nhằm cướp ngôi nhà Sassanid. Ông có hai người con trai, Rostam Farrokhzād và Farrukhzad.

## Gia đình và nguồn gốc
Farrukh Hormizd là một thành viên của gia tộc Ispahbudhan, một trong bảy gia tộc Parthia. Ông là con trai của Vinduyih, một hậu duệ của Bawi, có chị là vợ của Kavadh I và mẹ của vua Khosrau I. Người cha và người chú của Farrukh, Vistahm, đã đóng một vai trò quan trọng trong việc đánh bại Bahram Chobin của gia tộc Mihran và khôi phục lại ngai vàng cho Khosrau II. Tuy nhiên, Khosrau đã ra lệnh hành quyết Vinduyih, điều này khiến cho Vistahm nổi loạn chống lại ông ta. Cuộc nổi loạn của Vistahm kéo dài từ năm 590/1-596 hoặc năm 594 / 5-600, cho đến khi ông ta bị phản bội bởi một trong những tướng lĩnh của chính mình. Sau cái chết của Vistahm, Farrukh kế nhiệm ông ta là spahbed của phương bắc.

## Sự nghiệp
Trong giai đoạn cuối của cuộc chiến tranh Byzantine-Sassanid năm 602-628, Farrukh, và con trai ông Rostam Farrokhzad, đã nổi loạn chống lại Khosrau II và cho phép vị hoàng đế Byzantine Heraclius xâm lược Atropatene, tại đây ông ta đã cướp bóc một số thành phố, bao gồm đền thờ Adur Gushnasp.
Năm 628, các gia tộc phong kiến Ba Tư đã bí mật nổi loạn chống lại Khosrau và liên kết với Shahrbaraz. Kavadh sau đó đã được các gia tộc phong kiến của đế quốc Sassanid giải thoát, trong đó bao gồm: gia tộc Ispahbudhan đại diện bởi bản thân Farrukh, và hai con trai của ông Rostam Farrokhzad, và Farrukhzad. Shahrbaraz, người đại diện cho gia tộc Mihran. Phe Armenia đại diện bởi Varaztirots II Bagratuni và cuối cùng là Kanarang. Vào tháng 2, Kavadh, cùng với Aspad Gushnasp, đã chiếm được Ctesiphon và cầm tù vua Khosrau II. Kavadh II sau đó tự xưng là vua của đế chế Sassanid vào ngày 25 tháng Hai, và với sự trợ giúp của viên quan bộ trưởng của ông Piruz Khosrow, ông ta đã cho hành quyết của tất cả các anh em và anh em khác cha với mình, trong đó bao gồm Mardanshah, người con được Khosrau II yêu quý. Ba ngày sau, ông ta ra lệnh cho Mihr Hormozd xử tử cha mình. Với sự đồng ý của các nhà quý tộc Ba Tư, Kavadh sau đó đã thiết lập hòa bình với hoàng đế Byzantine Heraclius, mà đổi lại Byzantine được lấy lại tất cả lãnh thổ bị mất của họ, tù binh bị bắt, một khoản bồi thường chiến phí, cùng với cây Thập tự Thánh và các thánh tích khác đã bị đoạt mất ở Jerusalem vào năm 614 
Tiếp sau những mất mát lãnh thổ do việc ký kết hiệp ước hòa bình, Farrukh đã thành lập một nhà nước độc lập nằm ở phần phía bắc của đế chế Sassanid, được biết đến như là phe Pahlav (Parthia). Piruz Khosrow cũng thành lập một nhà nước độc lập ở miền nam Ba Tư, được biết đến như là phe Parsig (Ba Tư). Điều này đã gây suy yếu nguồn lực của đất nước và kết quả là một trận dịch hạch tàn phá các tỉnh phía tây của Ba Tư, giết chết một nửa dân số cùng với vua Kavadh II, người sau đó được kế vị bởi con trai Ardashir III.
Một năm sau, Shahrbaraz cùng với một lực lượng 6.000 quân, đã hành quân tiến về Ctesiphon và bao vây thành phố. Shahrbaraz, tuy nhiên, không thể đánh chiếm được thành phố, và sau đó ông ta đã xây dựng một liên minh với Piruz. Ông ta cũng đã liên minh với Namdar Jushnas, viên spahbed của Nimruz. Shahrbaraz, với sự trợ giúp của hai nhân vật quyền lực, đã chiếm được Ctesiphon, và hành quyết vua Ardashir III, cùng với viên tướng Mah-Adhur Gushnasp, và các quý tộc khác như Ardabil. Bốn mươi ngày sau, Shahrbaraz đã bị Farrukh ám sát, tiếp đó, ông tôn Borandukht, con gái của Khosrau II, lên làm nữ hoàng. Farrukh Hormizd cực kì căm ghét Piruz và phe của ông ta. Tuy nhiên, Borandukht lại bị lật đổ bởi Shapur-i Shahrvaraz, con trai người em gái của Khosrau II, Mirhran với Shahrbaraz. Cũng chỉ một thời gian ngắn sau, Shahrvaraz đã bị Piruz và phe nhóm của ông ta lật đổ, họ vốn không thừa nhận sự cai trị của ông này. Piruz sau đó tôn Azarmidokht, em gái của Borandukht, lên làm nữ hoàng của Ba Tư. Farrukh sau đó tuyên bố mình là "nhà lãnh đạo của nhân dân và trụ cột của Iran" rồi trở thành vua của một phần lãnh thổ Ba Tư. Sau đó, ông bắt đúc tiền xu tại Estakhr thuộc Pars và Nahavand ở Media dưới cái tên của "Hormizd V".

## Qua đời
Để thiết lập một liên minh với phe Parsig, và hợp pháp hóa quyền lực của mình, Farrukh Hormizd đã cầu hôn với Azarmidokht. Không dám từ chối, Azarmidokht đã ám sát ông nhờ vào sự trợ giúp của Siyavakhsh, thành viên của gia tộc Mihran, người cháu nội của Bahram Chobin, cũng là một spahbed nổi tiếng và sau này trở thành Shahanshah trong một thời gian ngắn. Sau khi Farrukh bị sát hại, Rostam Farrokhzad, con trai ông, đã trở thành vị spahbed mới của Atropatene và Khorasan, sau đó ông đã báo thù cho người cha của mình bằng cách đánh chiếm Ctesiphon và giết chết Azarmidokht.

## Gia phả
|         |         |         |         |         |         |  |  |                   |                   |                   |                   |                   |                   |                 |                 |                 |                 |            |            |            |            |         |         |         |         |         |         |         |         |         |         |           |           |           |           |           |           |          |          |  |  |  |  |  |  |  |  |  |  |  |  |  |  |
|         |         |         |         |         |         |  |  |                   |                   |                   |                   |                   |                   |                 |                 |                 |                 |            |            | Bawi       |            |         |         |         |         |         |         |         |         |         |         |           |           |           |           |           |           |          |          |  |  |  |  |  |  |  |  |  |  |  |  |  |  |
|         |         |         |         |         |         |  |  |                   |                   |                   |                   |                   |                   |                 |                 |                 |                 |            |            |            |            |         |         |         |         |         |         |         |         |         |         |           |           |           |           |           |           |          |          |  |  |  |  |  |  |  |  |  |  |  |  |  |  |
|         |         |         |         |         |         |  |  |                   |                   |                   |                   |                   |                   |                 |                 |                 |                 |            |            | Shapur     |            |         |         |         |         |         |         |         |         |         |         |           |           |           |           |           |           |          |          |  |  |  |  |  |  |  |  |  |  |  |  |  |  |
|         |         |         |         |         |         |  |  |                   |                   |                   |                   |                   |                   |                 |                 |                 |                 |            |            |            |            |         |         |         |         |         |         |         |         |         |         |           |           |           |           |           |           |          |          |  |  |  |  |  |  |  |  |  |  |  |  |  |  |
|         |         |         |         |         |         |  |  |                   |                   |                   |                   |                   |                   |                 |                 |                 |                 |            |            |            |            |         |         |         |         |         |         |         |         |         |         |           |           |           |           |           |           |          |          |  |  |  |  |  |  |  |  |  |  |  |  |  |  |
|         |         |         |         |         |         |  |  |                   |                   |                   |                   | Vinduyih          | Vinduyih          | Vinduyih        | Vinduyih        | Vinduyih        | Vinduyih        |            |            |            |            |         |         |         |         |         |         | Vistahm | Vistahm | Vistahm | Vistahm | Vistahm   | Vistahm   |           |           |           |           |          |          |  |  |  |  |  |  |  |  |  |  |  |  |  |  |
|         |         |         |         |         |         |  |  |                   |                   |                   |                   | Vinduyih          | Vinduyih          | Vinduyih        | Vinduyih        | Vinduyih        | Vinduyih        |            |            |            |            |         |         |         |         |         |         | Vistahm | Vistahm | Vistahm | Vistahm | Vistahm   | Vistahm   |           |           |           |           |          |          |  |  |  |  |  |  |  |  |  |  |  |  |  |  |
|         |         |         |         |         |         |  |  |                   |                   |                   |                   |                   |                   |                 |                 |                 |                 |            |            |            |            |         |         |         |         |         |         |         |         |         |         |           |           |           |           |           |           |          |          |  |  |  |  |  |  |  |  |  |  |  |  |  |  |
|         |         |         |         |         |         |  |  |                   |                   |                   |                   |                   |                   |                 |                 |                 |                 |            |            |            |            |         |         |         |         |         |         |         |         |         |         |           |           |           |           |           |           |          |          |  |  |  |  |  |  |  |  |  |  |  |  |  |  |
|         |         |         |         |         |         |  |  |                   |                   |                   |                   | Farrukh Hormizd   | Farrukh Hormizd   | Farrukh Hormizd | Farrukh Hormizd | Farrukh Hormizd | Farrukh Hormizd |            |            |            |            | Tiruyih | Tiruyih | Tiruyih | Tiruyih | Tiruyih | Tiruyih |         |         |         |         |           |           | Vinduyih  | Vinduyih  | Vinduyih  | Vinduyih  | Vinduyih | Vinduyih |  |  |  |  |  |  |  |  |  |  |  |  |  |  |
|         |         |         |         |         |         |  |  |                   |                   |                   |                   | Farrukh Hormizd   | Farrukh Hormizd   | Farrukh Hormizd | Farrukh Hormizd | Farrukh Hormizd | Farrukh Hormizd |            |            |            |            | Tiruyih | Tiruyih | Tiruyih | Tiruyih | Tiruyih | Tiruyih |         |         |         |         |           |           | Vinduyih  | Vinduyih  | Vinduyih  | Vinduyih  | Vinduyih | Vinduyih |  |  |  |  |  |  |  |  |  |  |  |  |  |  |
|         |         |         |         |         |         |  |  |                   |                   |                   |                   |                   |                   |                 |                 |                 |                 |            |            |            |            |         |         |         |         |         |         |         |         |         |         |           |           |           |           |           |           |          |          |  |  |  |  |  |  |  |  |  |  |  |  |  |  |
|         |         |         |         |         |         |  |  |                   |                   |                   |                   |                   |                   |                 |                 |                 |                 |            |            |            |            |         |         |         |         |         |         |         |         |         |         |           |           |           |           |           |           |          |          |  |  |  |  |  |  |  |  |  |  |  |  |  |  |
|         |         |         |         |         |         |  |  | Rostam Farrokhzād | Rostam Farrokhzād | Rostam Farrokhzād | Rostam Farrokhzād | Rostam Farrokhzād | Rostam Farrokhzād |                 |                 | Farrukhzad      | Farrukhzad      | Farrukhzad | Farrukhzad | Farrukhzad | Farrukhzad |         |         |         |         |         |         |         |         |         |         |           |           |           |           |           |           |          |          |  |  |  |  |  |  |  |  |  |  |  |  |  |  |
|         |         |         |         |         |         |  |  | Rostam Farrokhzād | Rostam Farrokhzād | Rostam Farrokhzād | Rostam Farrokhzād | Rostam Farrokhzād | Rostam Farrokhzād |                 |                 | Farrukhzad      | Farrukhzad      | Farrukhzad | Farrukhzad | Farrukhzad | Farrukhzad |         |         |         |         |         |         |         |         |         |         |           |           |           |           |           |           |          |          |  |  |  |  |  |  |  |  |  |  |  |  |  |  |
|         |         |         |         |         |         |  |  |                   |                   |                   |                   |                   |                   |                 |                 |                 |                 |            |            |            |            |         |         |         |         |         |         |         |         |         |         |           |           |           |           |           |           |          |          |  |  |  |  |  |  |  |  |  |  |  |  |  |  |
|         |         |         |         |         |         |  |  |                   |                   |                   |                   |                   |                   |                 |                 |                 |                 |            |            |            |            |         |         |         |         |         |         |         |         |         |         |           |           |           |           |           |           |          |          |  |  |  |  |  |  |  |  |  |  |  |  |  |  |
| Shahram | Shahram | Shahram | Shahram | Shahram | Shahram |  |  | Surkhab I         | Surkhab I         | Surkhab I         | Surkhab I         | Surkhab I         | Surkhab I         |                 |                 | Isfandyadh      | Isfandyadh      | Isfandyadh | Isfandyadh | Isfandyadh | Isfandyadh |         |         | Bahram  | Bahram  | Bahram  | Bahram  | Bahram  | Bahram  |         |         | Farrukhan | Farrukhan | Farrukhan | Farrukhan | Farrukhan | Farrukhan |          |          |  |  |  |  |  |  |  |  |  |  |  |  |  |  |